# Drever
El Drever (Dachsbracke en sueco) es una raza de perro sabueso de patas cortas originario de Suecia y utilizado para la caza de ciervos.
El nombre Drever desciende del Tejonero de Westfalia, un perro de caza alemán de nombre común Bracke, la raza Drever se eligió en una exhibición de 1947.

## Apariencia
La característica más notable es su cuerpo largo y sus patas cortas, heredadas del Tejonero de Westfalia, pero para ser un perro de trabajo, estas características no son exageradas. De manto corto, su pelo es de cualquier color con marcas blancas (pero no todas blancas, de hecho esto se asocia a una potencial sordera de origen genético).
La raza se encuentra reconocida por la FCI en el grupo 6: Sabuesos y similares, Sección 1.3 cazadores de pequeño tamaño.